# ヴァルティスラフ3世 (ポメラニア公)

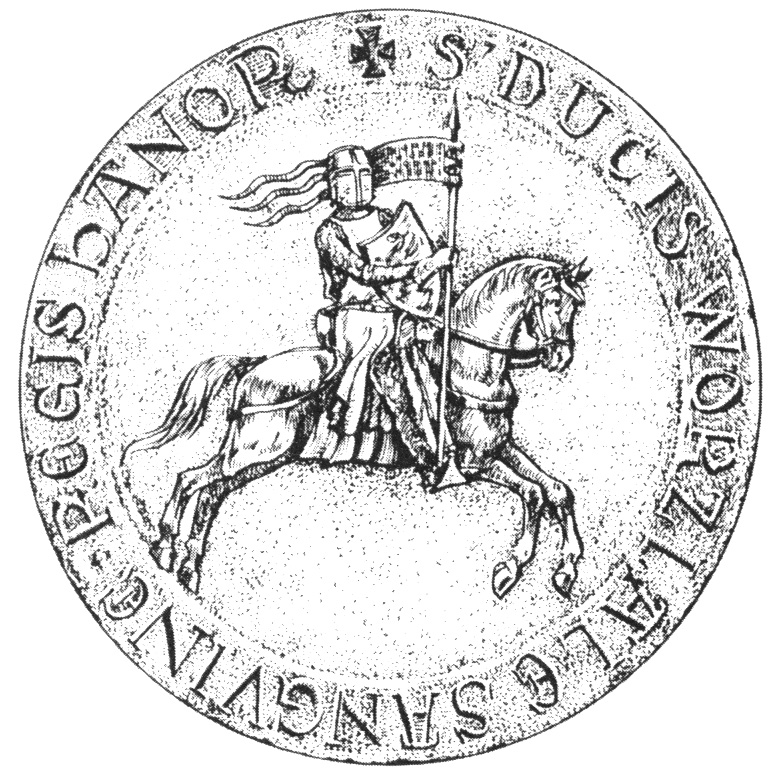
1225年以降に用いられたヴァルティスラフ3世のシール

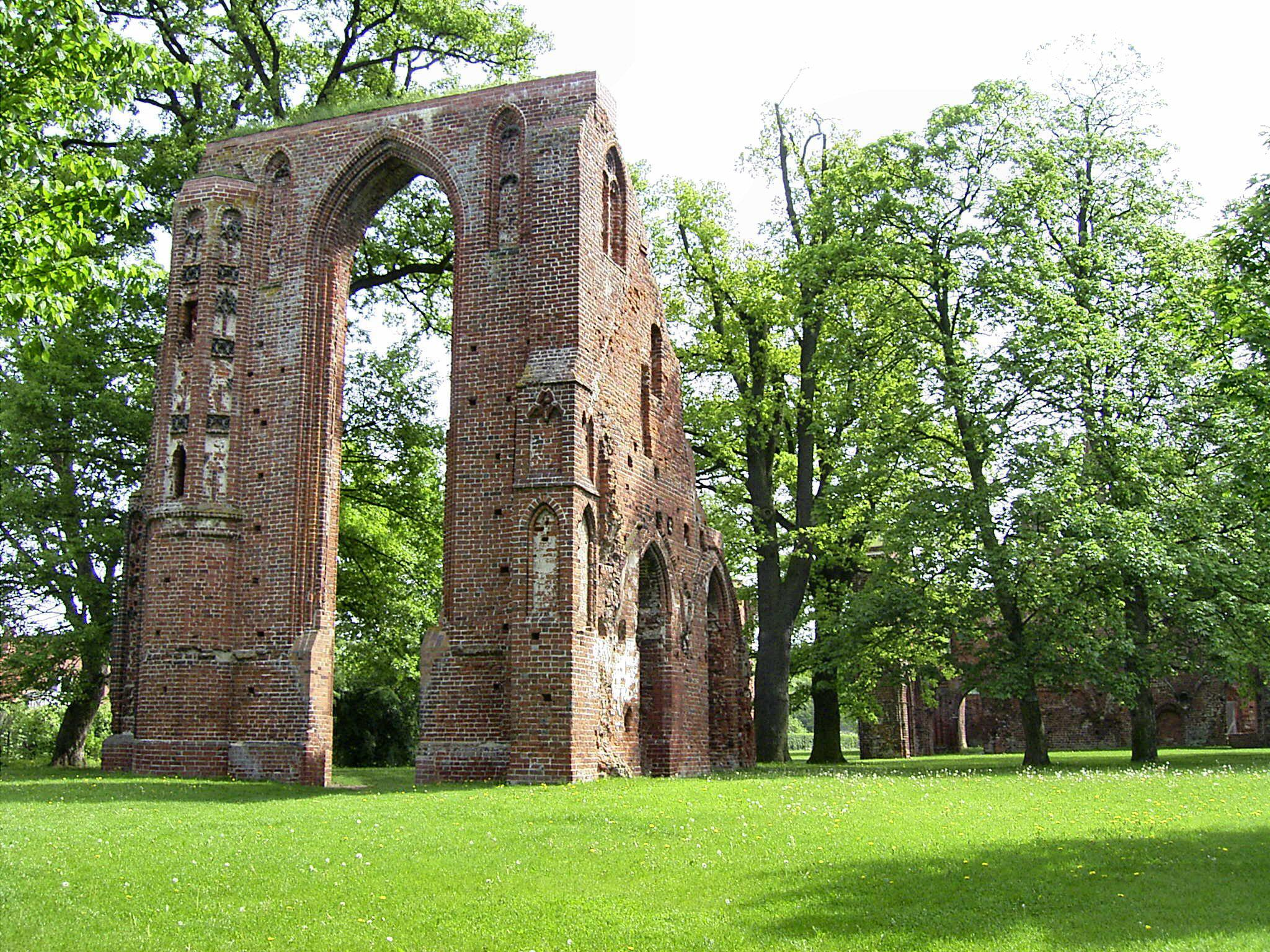
グライフスヴァルト近郊のエルデナ修道院の遺構

ヴァルティスラフ3世（ドイツ語：Wartislaw III., 1211年ごろ - 1264年5月17日）またはヴァルチスワフ3世（ポーランド語：Warcisław III）は、ポメラニア＝デミーン公（在位：1219年 - 1264年）。ポメラニア公カジミール2世とインガルズの息子。バルニム1世の従兄弟。

## 生涯

### 公位の継承
父カジミール2世が亡くなったとき、ヴァルティスラフ3世は未成年であった。このため、成年に達するまで母インガルズが後見人としてデミーン公領の統治を引き継いだ（ヴァルティスラフ3世の宮廷は西ポメラニアのデミーンにあった）。このことは、インガルズ自身と夫の印章が付された多数の文書により確認されている。1219年から1221年にかけて、ヴァルティスラフ3世はデンマーク王ヴァルデマー2世により公国の一部であるリューゲン島を奪われた。バルニム3世により追認されたように、1222年にヴァルティスラフ3世はマルチン湖近くのコモルフに教区を創設した。

### 親政
ヴァルティスラフ3世は気弱な性格で、（デンマークと関係のある）政策は平和的に進める傾向があった。ヴァルティスラフ3世の印章が付された最初の文書は1225年ごろのものである。ヴァルティスラフ3世の妻は、アルブレヒト1世・フォン・アルンシュタインとマティルデ・フォン・ブラケンブルクの娘ゾフィア（アイルハルト・ルビヌスによるとラテン語でSophia Guisiaca）であった。結婚は1236年ごろに行われた。これはクレンメン条約の調印（1236年6月20日）と同時期であり、「プエル」（ラテン語：puer、ヴァルティスラフ3世の少年時代を表すのに使われた呼び名）はブランデンブルク辺境伯の臣下となり、スタルガルト、ベズジェチェ、クシェミエン、オストルフ、そしてヴォログスキー公領の全土を割譲することになっていた。このようにして、ヴァルティスラフ3世は公領を弱体化させ、おそらく嗣子なく死去した場合にはブランデンブルクの支配下に置かれることとなっていた。しかし、従兄弟バルニム1世からの強い圧力により、この条約は履行されなかった。その後のブランデンブルク家との争いにおいて、スタルガルトの領地の一部が取り戻され、それはコウバチのシトー会修道士らによりブランデンブルクに譲り渡された。
ヴァルティスラフ3世は、ポーランドの分割時にヴィエルコポルスカ公との協力関係を築こうとした。ヴィエルコポルスカ年代記によると、1258年にポメラニア公はヴィエルコポルスカ公ボレスワフ・ポボジュヌィに対し、クヤヴィ公カジミェシュ1世と対抗するため600人の重武装兵による武力援助を行った。翌年、提供された援助に対する感謝のしるしとして、ボレスワフ・ポボジュヌィはグダニスク公シフィエントペウク2世との戦いにおいてヴァルティスラフ3世を支援した。戦いはスウプスク近郊で勃発した。
ヴァルティスラフ3世と従兄弟バルニム1世は権力を強化するために、自分たちの領土への入植を奨励した。1234年から、バルニム1世とヴァルティスラフ3世は競い合うようにそれぞれ町を建設した。ヴァルティスラフ3世は、デミーン（1249年）、グライフスヴァルト（1250年）、コウォブジェク（1255年）の町を建設した。ヴァルティスラフ3世は亡くなる2年前の1262年に、リューベック法に基づく特許状に署名し、その中で入植地Nowe miasto nad Regą（ラテン語: Nova civitas supra Regam）に都市特権が与えられるとともに、レガ川の下流（現在のグリフィス）の土地100ワンが与えられた。

## 死
ヴァルティスラフ3世は1264年に死去し、従兄弟バルニム1世が西ポメラニアの全ての領地を継承した。ヴァルティスラフ3世はエルデナのシトー会修道院に埋葬された。グライフスヴァルト近郊のダルジノで書かれた遺書により、ダルジノの修道士らに13ランの土地が遺贈された。

## 結婚と子女
ヴァルティスラフ3世の妻で、アルブレヒト1世・フォン・アルンシュタインとマティルデ・フォン・ブラケンブルクの娘ゾフィア（Sophia Guisiaca）については、カミエンのドミニコ会修道院の改築の際に一度だけ言及されている。この文書において公家の代表者に記念祭の義務が課された（1305年7月8日）。夫ヴァルティスラフ3世の死後、ゾフィアはグライフスヴァルトの広大な領地を所有し、1265年の文書にゾフィアの名前が記載されている。
ヴァルティスラフ3世にはおそらく幼少期か青年期に亡くなった息子が数人、娘が1人いたと考えらている。18世紀に、この娘はマリアノボ修道院の修道院長バルバラであると特定された。